# Vanessa Lann
Vanessa Lann, née le 6 avril 1968, est une compositrice américaine vivant aux Pays-Bas,.
Elle est connue pour ses compositions contemporaines pour instruments peu utilisés comme la clarinette, le basson, ou le piano jouet.

## Biographie
Vanessa Lann a composé entre autres des concertos et des opéras. En 1990, elle devint directrice musical de l'American Repertory Theater. Le critique David Toub décrit sa musique comme « savamment interprétée » (expertly performed). Le critique musical du New York Times Allan Kozinn parle de sa composition Is a Bell ... a Bell? comme une « partition rythmique entraînante » (propulsively rhythmic score) charmante avec son utilisation de deux pianos jouets pour apporter « différentes qualités de timbre » (different timbral qualities). Le critique Jed Distler décrit ses compositions comme « écrites avec grâce et humour » (gracious keyboard writing and humor). Le critique hollandais du Volkskrant, Frits van der Waa, parle de son opéra d'une demi-heure The Silence of Saar en 2013 comme d'« une interminable série de variations abrutissantes » (endless series of mind-numbing variations).
Les compositions de Vanessa Lann ont été diffusées à la radio, enregistrées sur CD et jouées lors de festivals en Europe et en Amérique du Nord.

## Œuvres
- Moonshadow Sunshadow[13]
- Lullabye for a young girl dreaming[14]
- Oh Whispering Sun[15]
- The Silence of Saar[11]